# John F. Kennedy Presidential Library and Museum
Die John F. Kennedy Presidential Library and Museum ist die Präsidentenbibliothek und das Museum von John Fitzgerald Kennedy (1917–1963), dem 35. Präsidenten der Vereinigten Staaten (1961–1963).
Das John F. Kennedy Presidential Library and Museum befindet sich am Columbia Point im Stadtteil Dorchester von Boston, Massachusetts, neben der University of Massachusetts in Boston, dem Edward M. Kennedy Institute for the United States Senate und dem Massachusetts Archives and Commonwealth Museum. Das von dem Architekten I. M. Pei entworfene Gebäude ist der offizielle Aufbewahrungsort für Originaldokumente und -korrespondenz der Kennedy-Regierung sowie für besondere Bestände an veröffentlichten und unveröffentlichten Materialien, wie z. B. Bücher und Unterlagen von und über Ernest Hemingway.
Die Bibliothek und das Museum wurden am 20. Oktober 1979 von Präsident Jimmy Carter und Mitgliedern der Kennedy-Familie eingeweiht.
Das Museum hat in seinem Bestand über 8 Millionen Seiten mit Präsidentendokumenten, 2 Millionen Meter an Filmmaterial, 180.000 Fotos und 15.000 katalogisierte Museumsobjekte.